# Елеати
Елеати или Елеатска школа са последователи на философска школа от досократическия период на древногръцката философия, възникнала през 6 век пр. Хр. в елинските полиси на Магна Греция, Южна Италия. Школата е основана от Ксенофан, родом от Колофон в Йония. Когато Кир Велики подчинил йонийските градове (540 г. пр.н.е.), той избягал в Елея, Италия:с. 155.

## Представители
- Ксенофан Колофонски
- Парменид
- Зенон Елейски
- Мелис Самоски

При съвременните изследователи има известно разминаване относно причисляването на Ксенофан Колофонски в тази група. Някои го смятат за основоположник на Елеатската школа, други – за неин предшественик, като аргументите се свеждат до правилната употреба на специфична философска терминология. Приемствеността на възгледите от Ксенофан към следващите представители на школата, почти неоспорваният вече факт, че е бил учител на Парменид и античната традиция (Аристотел го определя като „първия от елеатите цялостен ум“), дават пълно основание да се причисли към Елеатската школа, независимо каква роля в нея ще му бъде отредена.

## Основни философски възгледи
Главен момент във философската мисъл на елеатите е възприемането на съществуващото (Бог, битие, вселена) като едно, единно, неразделно, непрекъснато, неделимо и безкрайно цяло. По думите на Парменид: „Едното е всичко и всичкото е едно“. Движението, изменчивостта и двойствеността се възприемат като сетивна заблуда на човешкото възприятие, разбиране и познание. Елеатите остро се обявяват против антропоморфизма в древногръцката митология, в еднаква степен срещу натурфилософските възгледи или мистицизма на останалите философски системи.

## Наследство
Елеатите дават едно ново начало в древногръцката философска мисъл. Много техни идеи са възприети от по-късни философи като Платон, Аристотел, неоплатониците, стоиците и т.н. Християнската догматика също използва термини, чийто произход възлиза към елеатите (например нюансът между неразделно и неделимо). Забележимо е и влиянието им върху европейската философия след средновековието. Много от използваните днес философски понятия са въведени в първоначалния си вид именно от тях – „непрекъснатост“ и „битие“ са философски концепции, заложени от представителите на тази школа, които продължават да се използват днес.
Философските идеи на елеатите оказват влияние и във „външните“ науки, особено силно е то в математиката, която от античността до днес се занимава обстойно с апориите (парадоксите) на Зенон Елейски. Това дава сериозен тласък за развитието на математиката, а оттам и на науките, пряко свързани с нея.